# Кубок Чорногорії з футболу 2006—2007
Кубок Чорногорії з футболу 2006–2007 — 1-й розіграш кубкового футбольного турніру в Чорногорії після здобуття країною незалежності. Титул вперше здобув Рудар.

## Календар
| Раунд        | Дата                         | Матчі | Клуби   |
| ------------ | ---------------------------- | ----- | ------- |
| Перший раунд | 3-4 жовтня 2006              | 14    | 30 → 16 |
| 1/8 фіналу   | 18 жовтня - 1 листопада 2006 | 16    | 16 → 8  |
| 1/4 фіналу   | 15/29 листопада 2006         | 8     | 8 → 4   |
| 1/2 фіналу   | 25 квітня/16 травня 2007     | 4     | 4 → 2   |
| Фінал        | 30 травня 2007               | 1     | 2 → 1   |

## Перший раунд
| Команда 1           | Рахунок      | Команда 2             |
| ------------------- | ------------ | --------------------- |
| 3 жовтня 2006       |              |                       |
| Заб'єло (2)         | 1:2          | Ґрбаль                |
| Арсенал (Тиват) (2) | 0:2          | Сутьєска              |
| 4 жовтня 2006       |              |                       |
| Беране              | 3:3 пен. 4:2 | Ібар (2)              |
| Рибниця (3)         | 0:1          | Младост (Подгориця)   |
| Бокель (2)          | 4:0          | Єдинство              |
| Отрант (3)          | 1:1 пен. 4:3 | Могрен                |
| Дечич               | 5:0          | Челік (2)             |
| Бієла (3)           | 0:4          | Будучност (Подгориця) |
| Єзеро (2)           | 0:3          | Петровац              |
| Зета                | 2:1          | Ловчен (2)            |
| Морнар (2)          | 0:1          | Рудар (Плєвля)        |
| Првієнац (3)        | 0:1          | Комові (3)            |
| Іскра (3)           | 0:1          | Зора (2)              |
| Братство (2)        | 3:0          | Гусинє (2)            |

## 1/8 фіналу
| Команда 1                  | Заг.         | Команда 2           | 1-й матч | 2-й матч |
| -------------------------- | ------------ | ------------------- | -------- | -------- |
| 18/31 жовтня 2006          |              |                     |          |          |
| Црвена Стієна (2)          | 1:0          | Братство (2)        | 1:0      | 0:0      |
| 18 жовтня/1 листопада 2006 |              |                     |          |          |
| Отрант (3)                 | 2:5          | Младост (Подгориця) | 2:2      | 0:3      |
| Беране                     | 1:3          | Рудар (Плєвля)      | 0:2      | 1:1      |
| Сутьєска                   | 1:1 пен. 4:3 | Бокель (2)          | 0:1      | 1:0      |
| Петровац                   | 2:4          | Дечич               | 1:1      | 1:3      |
| Комові (3)                 | 1:5          | Зора (2)            | 1:5      | 0:0      |
| Ґрбаль                     | 8:2          | Ком                 | 5:0      | 3:2      |
| Будучност (Подгориця)      | 2:3          | Зета                | 2:0      | 0:3      |

## 1/4 фіналу
| Команда 1            | Заг.    | Команда 2           | 1-й матч | 2-й матч |
| -------------------- | ------- | ------------------- | -------- | -------- |
| 15/29 листопада 2006 |         |                     |          |          |
| Зора (2)             | 1:2     | Зета                | 1:1      | 0:1      |
| Црвена Стієна (2)    | 1:2     | Ґрбаль              | 1:1      | 0:1      |
| Рудар (Плєвля)       | 2:0     | Младост (Подгориця) | 2:0      | 0:0      |
| Сутьєска             | 1:1 (ч) | Дечич               | 0:0      | 1:1      |

## 1/2 фіналу
| Команда 1                | Заг.    | Команда 2      | 1-й матч | 2-й матч |
| ------------------------ | ------- | -------------- | -------- | -------- |
| 25 квітня/16 травня 2007 |         |                |          |          |
| Ґрбаль                   | 0:2     | Рудар (Плєвля) | 0:2      | 0:0      |
| Зета                     | 3:3 (ч) | Сутьєска       | 3:2      | 0:1      |

## Фінал
| 30 травня 2007 21:00 (EEST) |

| Сутьєска       | 1:2      | Рудар (Плєвля)         |
| -------------- | -------- | ---------------------- |
| Меджедович 54' | Протокол | Вранеш 31' Луковац 35' |

| Міський стадіон Подгориці, Подгориця Глядачів: 4 500 Арбітр: Йован Калуджерович |